# Pristimantis yumbo
Espèce
Pristimantis yumbo est une espèce d'amphibiens de la famille des Craugastoridae.

## Répartition
Cette espèce est endémique de la province de Pichincha en Équateur. Elle rencontre de 2 400 à 2 900 m d'altitude autour du Guagua Pichincha.

## Description
Les mâles mesurent de 15,3 à 18,5 mm et la femelle 22,9 mm.

## Publication originale
- Yánez-Muñoz, Meza-Ramos, Cisneros-Heredia & Reyes, 2010 : Descripción de tres nuevas especies de ranas del género Pristimantis (Anura: Terrarana: Strabomantidae) de los bosques nublados del Distrito Metropolitano de Quito, Ecuador. Avances en Ciencias e Ingenierías, vol. 2, no 3, p. 16-27 (texte intégral).